# بی.نت
بی.نت (انگلیسی: B.net) شرکت مخابرات کروات است، که در سال ۲۰۰۱ تأسیس شد.